# 江南镇 (连江县)
江南镇是福州市连江县下辖的一个镇，位于连江县西南部，敖江中下游南岸，北部与城关凤城镇，南部与琯头镇接壤，面积47平方公里。于1997年8月建乡，下辖15个行政村。镇政府驻地在江南村。现有户籍人口26546人，其中城镇居民9944人。

## 行政区划
江南镇下辖2个社区、14个行政村：
江南社区、滨江社区、已古村、横槎村、连沙村、魁岐村、南塘村、镜路村、连兴村、连登村、澄岩村、花坞村、文新村、王庄村、儒洋村和梅洋村。

## 地理環境[2]
辖区内以平原和丘陵山地为主。田畴肥沃，有耕地面积17060.2亩,园地面积7574.3亩，林地面积89065.5亩,山地总面积113700亩。周围环境优美，绿意盎然。

## 交通
- 杭福深铁路：连江站